# NGC 4477
NGC 4477 è una galassia lenticolare nella costellazione della Chioma di Berenice.

Fa parte dell'ammasso di galassie della Chioma di Berenice, nel sottogruppo di NGC 4450 e NGC 4473; appartiene ad una classe di galassie "lenticolari barrate", ossia con una barra che attraversa il nucleo e un disco schiacciato, che ricordano nella forma una galassia spirale coi bracci fusi fra loro. La sua barra appare, in telescopi dai 150mm in su, quasi completamente inglobata nel nucleo. A breve distanza angolare, si intravede NGC 4479, una galassia minore appartenente allo stesso gruppo. Dista dalla Via Lattea circa 49 milioni di anni-luce.

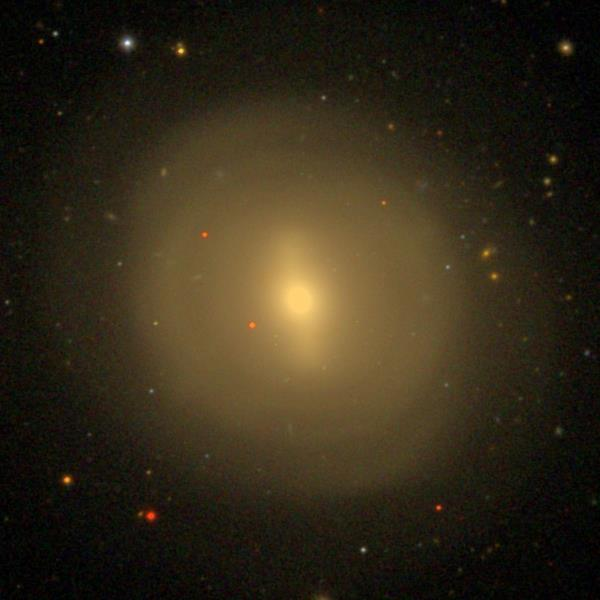
NGC 4477  (SDSS DR14)
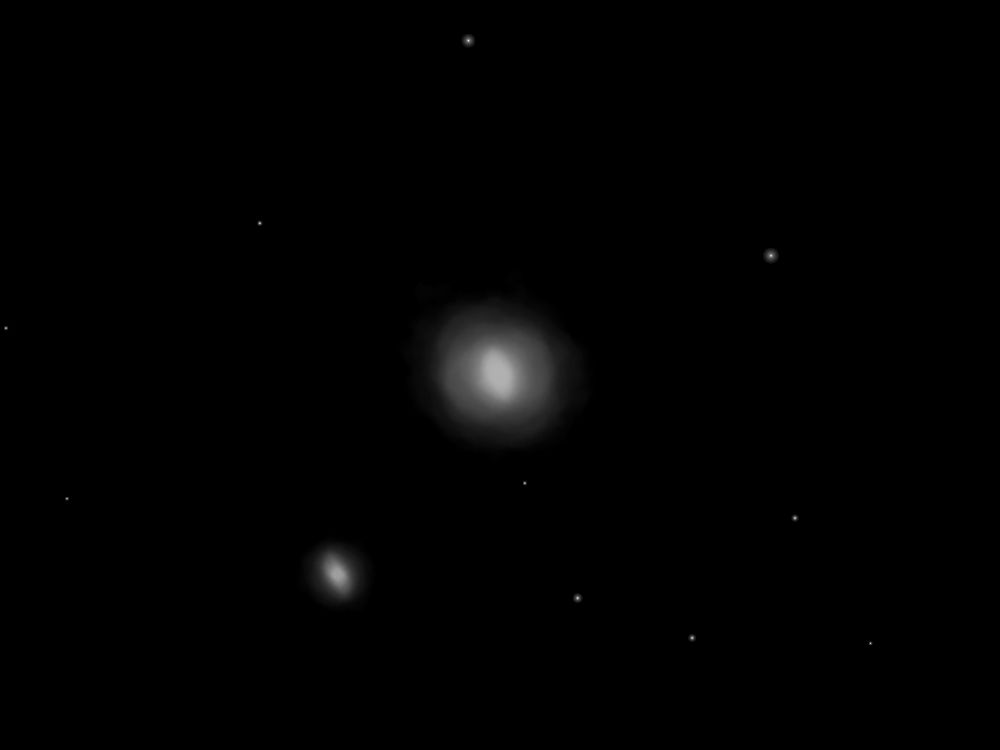
NGC 4477